# Jean Vincent Félix Lamouroux
Jean Vincent Félix Lamouroux (Agen, 3 de maio de 1779 — Caen, 26 de março de 1825) foi um biólogo francês.

## Biografia
Seu pai, Claude Lamouroux (1740-1820), era um fabricante de telas, músico, e também Presidente da Câmara Municipal de Agen entre 1791 e 1792. Fundou com Lacepède, Jean-Gérard Lacuée, futuro Conde de Cessac (1752-1841) e Jean Florimond Boudon de Santo-Amans (1748-1831), a "Sociedade Acadêmica de Agen".
Jean-Vincent frequentou os cursos de botânica de Boudon de Saint-Amans na Escola Central de Agen.
Lamouroux interessou-se especialmente pelos organismos marinhos (algas, Hydrozoas...). A partir de 1805 publicou a obra Dissertation sur plusieurs espèces de Fucus, antes de vir instalar-se em Paris, após a falência da fábrica de telas indianas de seu pai.
Foi nomeado em 1807 correspondente da Academia das Ciências da França. Em 1808, assumiu o cargo de professor-assistente de história natural na Academia de Caen e, em 1811, a cátedra de professor. Participou do desenvolvimento da Sociedade linneana de Calvados , organização que participavam seus amigos Jean-Baptiste Bory de Saint-Vincent (1778-1846), Dr. Jacques-Amand Eudes-Deslongchamps (1794-1867), Dominique François Delise (1780-1841) e Sébastien René Lenormand (1796-1871). Assumiu também a direção do jardim botânico da cidade.
Contribuiu para numerosos artigos nos "Annales générales des sciences physiques" (1819-1821) e para o Dictionnaire classique d'histoire naturelle (1822-1831) aplicado na obra de Bory de Saint-Vincent, também nativo de Agen.
Em 1813 organizou a classificação das algas, trabalho que o ficologista inglês Dawson Turner (1775-1858), sogro do botânico William Jackson Hooker (1785-1865), adotou e considerou como engenhoso, por dar uma compreensão global do assunto. Deve-se a Jean Vincent Lamouroux a distinção entre algas verdes, marrons e vermelhas.
Em biologia marinha, interessou-se também pelos organismos dos animais fixos:
- Classification des polypiers coralligènes flexibles, vulgairement nommé zoophytes (1816) Caen.
- Exposition méthodique des genres de l'ordre des polypiers (1821) Paris.

Publicou em 1821 o "Résumé d’un cours élémentaire de géographie physique" onde expõem as base da aerografia, da hidrografia , da astronomia e da geognosia.
Lamouroux dedicou-se também pelo estudo dos répteis: descobriu com os seus alunos fósseis destes animais na Normandia, imprimindo um trabalho sobre o assunto.
Em 1822 Jules Dumont d'Urville (1790-1842) prepara uma expedição ao redor do mundo a bordo do Coquille, e pede a Lamouroux o seu apoio para descrever as amostras de pólipos que trará desta expedição.
Lamouroux, pelas suas qualidades científicas, influencia o seu aluno e amigo Arcisse de Caumont (1801-1873), futuro fundador da “Sociedade francesa de arqueologia”, a se tornar seu sucessor no posto de professor em Caen.